# Rhinosimus ornatus
Rhinosimus ornatus is een keversoort uit de familie platsnuitkevers (Salpingidae). De wetenschappelijke naam van de soort werd in 1895 gepubliceerd door Thomas Broun.